# Dayton (Tennessee)
Dayton település az Amerikai Egyesült Államok Tennessee államában, Rhea megyében, melynek megyeszékhelye is. Lakosainak száma 7065 fő (2020. április 1.).

## Népesség
A település népességének változása:

| 2010 | 7 191 |
| 2020 | 7 065 |